# Colin Reitz
Pour les articles homonymes, voir Reitz.
Colin Reitz (né le 6 avril 1960) est un athlète britannique spécialiste du 3 000 mètres steeple.

## Carrière

### Palmarès
| Date | Compétition                  | Lieu        | Résultat | Performance   |
| ---- | ---------------------------- | ----------- | -------- | ------------- |
| 1979 | Championnats d'Europe junior | Bydgoszcz   | 2e       | 5 min 29 s 61 |
| 1983 | Championnats du monde        | Rome        | 3e       | 8 min 17 s 75 |
| 1984 | Jeux olympiques d'été        | Los Angeles | 5e       | 8 min 15 s 48 |
| 1986 | Jeux du Commonwealth         | Édimbourg   | 3e       | 8 min 26 s 14 |

### Records
| Épreuve              | Performance   | Lieu      | Date             |
| -------------------- | ------------- | --------- | ---------------- |
| 3 000 mètres steeple | 8 min 12 s 11 | Bruxelles | 5 septembre 1986 |